# Índex Internacional de Noms de Plantes
L'Índex Internacional de Noms de les Plantes (en anglès International Plant Names Index, IPNI) és una base de dades sobre els noms dels vegetals que proporciona també indicacions bibliogràfiques sobre els espermatòfits o plantes fanerògames. L'objectiu és eliminar la necessitat de repetir, a les publicacions científiques, informació sobre les diferents denominacions de les espècies. Les dades reunides són accessibles lliurement i estandarditzades i comprovades progressivament. Aquest índex no és complet i s'hi poden trobar noms amb ortografia incorrecta. S'hi inclouen noms d'espècies, de classes i de famílies. L'IPNI no té per objecte determinar quins noms de les espècies són acceptats. Per als noms recents inclou també noms de rang infraespecífic. Les abreviatures dels autors també s'estandarditzen i segueixen les directrius del llibre de Brummitt i Powell, Authors of Plant Names (1992). L'IPNI és el resultat de la col·laboració entre tres institucions: el Reial Jardí Botànic de Kew, Universitat Harvard (Herbaris) i l'Herbari nacional australià, a través de l'Australian Plant Name Index.

## IPNI i noms comuns?
IPNI no inclou els noms comuns o vernacles de les plantes (vegeu FAQs), però informa d'altres recursos útils, com ara:
- MMPND-Multilingual Multiscript Plant Name Database > A MMPND es pot buscar en qualsevol idioma i escriptura i té una gran quantitat d'informació, ...
- Mabberley’s Plant-Book, .... 3a edició de D.J.Mabberley, 2008, ... un llibre de referència que inclou molts noms comuns en anglès.